# 鮑爾瑟姆格羅夫 (北卡羅萊納州)
鮑爾瑟姆格羅夫（英語：Balsam Grove）是位於美國北卡羅萊納州特蘭西瓦尼亞縣的非建制地區。

## 歷史
鮑爾瑟姆格羅夫的郵局自1875年營運至今。

## 地理
鮑爾瑟姆格羅夫所處的海拔為高於海平面862米（即2828英呎），而該地所採用的時區為UTC-5，即北美东部时区（EST）。同時該地設有夏令時間，為UTC-5調快一小時，即UTC-4（EDT）。